# Contea di Hants
La contea di Hants è una contea della Nuova Scozia in Canada. Al 2006 contava una popolazione di 41.182 abitanti.